# Мария Луиза Гессен-Кассельская
Мария Луиза Гессен-Кассельская (нем. Marie Luise von Hessen-Kassel, нидерл. Maria Louise van Hessen-Kassel; 7 февраля 1688, Кассель, ландграфство Гессен-Кассель — 9 апреля 1765, Леуварден, Республика Соединённых провинций) — принцесса из Гессенского дома, дочь Карла I, ландграфа Гессен-Касселя; в замужестве принцесса Оранская, принцесса Нассау-Дицская, регент Соединённых провинций при несовершеннолетних штатгальтерах — сыне Вильгельме IV и внуке Вильгельме V. Получила от подданных ласковое прозвище «тётушки Марии» (нидерл. Marijke Meu).

## Биография

### Происхождение
Мария Луиза — дочь Карла I, ландграфа Гессен-Касселя, и принцессы Марии Амалии Курляндской. Всего в семье было семнадцать детей. Братьями принцессы были Фредрик I, король Швеции и Вильгельм VIII, ландграф Гессен-Касселя. По линии отца она была внучкой Вильгельма VI, ландграфа Гессен-Касселя и принцессы Гедвиги Софии Бранденбургской. По линии матери — внучкой Якоба, герцога Курляндии и принцессы Луизы Шарлотты Бранденбургской.

### Брак и потомство
26 апреля 1709 года Мария Луиза вышла замуж за принца Иоганна Вильгельма Фризо Оранского, старшего из выживших детей Генриха Казимира II Нассау-Дицского и принцессы Генриетты Амалии Ангальт-Дессауской. Принц был потомком Вильгельма I Молчаливого и Фредерика Генриха Оранского. Он унаследовал титул принца Оранского и штатгальтера Соединённых провинций в 1702 году, после смерти бездетного Вильгельма III, принца Оранского.
Когда принц Иоганн Вильгельм чуть было не погиб, попав под канонаду, его мать, опасаясь за слабое здоровье сына вследствие полученных ранений, стала торопиться его с женитьбой, чтобы обеспечить семью наследником. Её выбор ограничился двумя немецкими принцессами. Она посоветовала сыну думать о выборе жены, как о выборе стула, и между двумя стульями, выбрать самый удобный. Иоганн Вильгельм отправился в Гессен-Кассель и за неделю обручился с двадцатилетней дочерью ландграфа, не потрудившись познакомиться с другой кандидаткой. Решающим фактором в выборе будущей жены стало то, что отец принцессы был доверенным лицом Джона Черчилля, герцога Мальборо. Кроме того, брак с дочерью ландграфа Гессен-Касселя должен был укрепить положение Иоганна Вильгельма среди других королевских семей.
Мария Луиза не была красавицей. Над тонкими и нежными чертами лица доминировал очень большой нос. Несмотря на это, она была интересной собеседницей, и естественной добротой и искренней заботой покоряла подданных всех сословий. До безвременной смерти мужа 14 июля 1711 года принцесса успела забеременеть дважды. Их детьми были:
- Шарлотта Анна Амалия Оранская (23.10.1710 — 18.09.1777), сочеталась браком с наследным принцем Фридрихом Баден-Дурлахским (07.10.1703 — 23.03.1732);
- Вильгельм Карл Генрих Фризо Оранский (01.09.1711 — 22.10.1751), принц Оранский под именем Вильгельма IV, сочетался браком с принцессой Анной Ганноверской (02.11.1709 — 12.01.1759). Последний ребёнок, родился вскоре после смерти Иоганна Вильгельма. Рождение наследника было встречено в семье с особенной радостью.

### Регентство
Через шесть недель после смерти мужа, вдовствующая принцесса родила сына, нового принца Оранского, до совершеннолетия которого она была назначена регентом и являлась фактической правительницей Нидерландов с 1711 по 1731 год.
Почти сразу ей пришлось столкнуться с рядом природных катастроф, в том числе с ежегодными неурожаями и суровыми зимами с 1712 до 1716 год. Принятые ею меры помогли преодолеть кризис. Своими действиями Мария Луиза завоевала признание и любовь подданных, которые ласково прозвали её «тётушкой Марией».
Другой важной проблемой, которую пришлось решать регенту, был шашень, корабельный червь, завезённый в Нидерланды на кораблях из стран Дальнего Востока. Эти насекомые пожирали деревянные части набережных, нанося повреждения, которые угрожали обрушить всю систему дамб в стране. Над большими участками обрабатываемой земли в провинции Фрисландия повисла угроза затопления. Средства, необходимые для предотвращения катастрофы, собирались с большим трудом. Меньше всех помогать провинции хотели жители Гааги. Тогда Мария Луиза пошла в Гаагу и лично обратилась за помощью к Генеральным Штатам. Итогом её выступления стало полное погашение всех долгов по всем налогам и сборам и делегирование достаточного количества солдат на ремонтные работы на дамбах.
После знакомства в 1736 году с религиозным и социальным реформатором Николаусом Людвигом фон Цинцендорфом, принцесса вступила с ним в переписку. Глубоко религиозная женщина, она предложила своё покровительство протестантам, бежавшим от преследования в землях католических Габсбургов. Несмотря на советы сына, Мария Луиза предоставила убежище группе сторонников Моравской церкви, которые обосновались в Эйсселстейне, где она была баронессой.
С 1759 до своей смерти в 1765 году Мария Луиза снова была регентом при несовершеннолетнем внуке Вильгельме V, после смерти предыдущего регента, его матери и своей невестки, принцессы Анны Ганноверской. После самой Марии Луизы в 1765 году регентом был назначен принц Людвиг Эрнст Брауншвейг-Люнебургский. Мария Луиза Гессен-Кассельская умерла 9 апреля 1765 года в Леувардене, столице провинции Фрисландия.

### Характер принцессы
Овдовев в 23 года в чужой стране, Мария Луиза испытывала беспокойство за судьбу детей и нередко впадала в депрессию. Эта черта её характера была унаследована дочерью, принцессой Амалией Оранской, которая часто пребывала в меланхолии и предпочитала уединение. Её сын принц Вильгельм, часто болевший в детстве, усилиями матери, получил превосходное образование. Между ними всегда были хорошие отношения. Даже по достижении совершеннолетия, он всегда приглашал мать участвовать с ним на равных в различных общественных торжествах. Когда принц был ребёнком и жил и учился в Леувардене, Мария Луиза ежедневно отправила ему письма, напоминая о необходимости чистить зубы и много спать.
Мария Луиза жила очень скромно. Большие суммы из личных средств она тратила на благотворительные цели. Вдовствующая принцесса считала, что богатый человек виноват перед бедным собратом.
В Лондоне в Сент-Джеймском дворце 25 марта 1734 года Вильгельм IV женился на принцессе Анне Ганноверской, старшей дочери Георга II, короля Великобритании от принцессы Каролины Бранденбург-Ансбахской. До возвращения в Нидерланды, он написал матери, предупредив её, что его супруга имеет право на приоритет, как дочь короля. Принц немного опоздал с предупреждением, так, как Мария Луиза уже покинула дворец. Она поселилась в Харлингене, где жила скромно и тихо, не проявляя интереса к придворной жизни. Мария Луиза встретила сына и невестку, но затем сразу вернулась в Харлинген и не участвовала в других торжествах по случаю их приезда.